# Kronika wypadków miłosnych
Kronika wypadków miłosnych este un film din 1985 regizat de Andrzej Wajda.